# Mikel Markez
Mikel Markez Ibarguren (Errenteria, Guipúscoa, 4 d'octubre de 1971) és un cantautor basc en basc que s'acompanya de guitarra. Va començar a compondre cançons amb 16 anys, pujant-se a l'escenari en l'estiu de 1988. El 1991, va publicar el seu primer LP de títol Eta etorri egin zait. Va obtenir un èxit gradual i constant que el va corfirmar com a cantautor de referència en la música basca.
Ha participat en diversos espectacles que articulen poesia i música, destacant entre ells "Tribuaren hitz galduak" (1997), "Abiadura handiko urte baten kronika" (2002) i "Tabuak saltsa berdean" (2007). En aquest últim, va actuar amb l'escriptor i poeta Pako Aristi. Aquesta col·laboració va desembocar en el disc Dena hankaz gora. Ha col·laborat amb cantants de diferents generacions i d'estil variat, particularment Erramun Martikorena, Benito Lertxundi o Eñaut Elorrieta.